# Tjaša Stanko
Tjaša Stanko, née le 5 novembre 1997 à Maribor, est une handballeuse slovène, évoluant au poste de arrière gauche. Elle rejoindra à l'été 2020 le club français du Metz Handball.

## Biographie
Triple championne de Slovénie avec le RK Zagorje puis le RK Krim, Tjaša Stanko est élue meilleure jeune de la Ligue des champions lors de la saison 2017-2018. En 2019, elle quitte son pays natal pour la première fois pour rejoindre le club croate du  Podravka Koprivnica. En janvier 2020, elle signe un contrat d'un an avec le Metz Handball pour la saison 2020/21,
Stanko connait sa première sélection en équipe nationale slovène à 18 ans et participe à sa première compétition internationale à l'occasion du championnat d'Europe 2016. Trois ans plus tard, au championnat du monde 2019, elle termine troisième meilleure marqueuse avec 62 buts et une moyenne de 8,9 buts par match.

## Palmarès

### En club
compétitions nationales
- championne de Slovénie en 2016 (avec RK Zagorje), 2018 et 2019 (avec RK Krim)

### En équipe nationale
- 14e place au championnat d'Europe 2016
- 14e place au championnat du monde 2017
- 13e place au championnat d'Europe 2018
- 19e place au championnat du monde 2019

### Distinctions individuelles
- élue meilleure jeune joueuse de la Ligue des champions en 2018[3]
- troisième meilleure buteuse du mondial 2019 (62 réalisations)